# SN 2011ct
SN 2011ct – supernowa typu Ia odkryta 27 kwietnia 2011 roku w galaktyce A150634-1019. W momencie odkrycia miała maksymalną jasność 19,10m.